# Піддослідні (серіал)
Піддослідні (англ. Lab Rats) — фантастичний американський серіал про трьох біонічних підлітків, що рятують світ і водночас учаться в школі, де приховують, хто вони. Серіал розрахований на молодіжну аудиторію від 7 до 17 років. Серіал показувався на Disney XD з 27 лютого 2012 по 2 лютого 2016. В цьому ж році вийшло продовження, під назвою "Піддослідні: Спецназ".
Оригінальна назва серіалу Lab Rats «Лабораторні щурі», проте в Росії серіал отримав назву «Піддослідні».

## Сюжет
Одного разу хлопчина на ім'я Лео проникає в секретну лабораторію свого вітчима, Дональда, і знайомився з його унікальним експериментом. Результат експерименту це троє підлітків, що мають надздібності. Адам має нелюдську силу, Чейзу дістався суперінтелект, а Брі може бігати із швидкістю блискавки. Лео переконав вітчима в тому, що підліткам треба більше спілкуватися і тоді трійця стала ходити в школу разом з Лео. Перший же день в школі закінчився проблемами, але у них ще все попереду.

## У головних ролях
Чейз Девенпорт (Біллі Ангер А.К. Вільям Брент) - п'ятнадцятирічний підліток, що володіє високим інтелектом. У житті цей хлопчик слабкий, але коли його хтось розлютить, то в ньому прокидається друге «Я» на ім'я Спайк, яке контролює його особистість. Тому, хто його роздратував, мало не здасться. Він також володіє телекінезом, може робити світловий меч і вміє створювати силове поле. Також володіє молекулярною кенезісом.
Адам Девенпорт (Спенсер Болдман) - шістнадцятирічний підліток, створений на зразок супермена, що володіє суперсилою. Також він володіє лазерним баченням, яким він не зовсім може управляти і потужним диханням. Ще у хлопчика відбувається глюк, коли він дуже щасливий, то стріляє гранатами з рук. Також, якщо він дуже злий, може випускати вогонь з очей. Також в одній серії він знайшов в собі нову здатність.
Брі Девенпорт (Келлі Берглунд) - п'ятнадцятирічний підліток, що володіє мегашвидкість і спритністю. Її біонічна сила вплинула на її фігуру, яка стала дуже худий. Також вона може ставати невидимою.
Лео Френсіс Дулі (Тайрел Джексон Вільямс) - чотирнадцятирічний підліток без будь-яких здібностей (хоча пізніше Дуглас впровадив йому біонічну руку, яка дає суперсилу, виробництво лазерних променів, кінетичний кидок і, пізніше, передачу енергії; пізніше отримав і біонічну ногу). У Дональда відсутня довіра до нього через хаос, влаштованого їм. Він часто вважається ізгоєм в компанії через безліч випадків. Дуже часто цей хлопчисько здається егоїстичним. З другого сезону Лео - частина команди.
Дональд Девенпорт (Хел Спаркс) - тридцятивосьмирічний винахідник-мільярдер. Крім його "піддослідних", він винайшов охорону на всі лабораторії.

## Другорядні персонажі
Таша Девенпорт (Енджел Паркер) - мати Лео і дружина Дональда. Так само вона є матір'ю трьох підлітків, Адама, Чейза і Брі, але особливо для Брі, так як вони обидві єдині дівчата в будинку. Таша працює репортером, враховуючи, що її ніхто не вважає хорошим репортером.
Едді (Уілл Форте) - охорона будинку, винахід Дональда Девенпорта. Він керує всім будинком і також недолюблює Ташу і дітей.
Директор Перрі (Мейли Фланаган) - директор в школі куди ходять Лео, Адам, Чейз і Брі. Особливо вона не любить Лео. Її повне ім'я Террі Перрі (Тереза).
Маркус (Матеус Уорд) - таємний шпигун, а також андроїд. Його підступний план полягав у тому, щоб дізнатися місцезнаходження "Піддослідних" для свого боса, який є рідним братом Дональда. Володіє швидкістю, силою, може робити силові поля і випускати блискавки. Володіє молекулярним кенезісом. Загинув, коли на нього обрушилася стеля від хвилі, яку викликав Адам.
Дуглас Девенпорт (Джеремі Кент Джексон) рідний брат Дональда, творець Адама, Брі і Чейза і Маркуса. У 1 і 2 сезоні є головним антагоністом. Але в 3 сезоні спочатку починає служити злому вченому Віктору Крейну, а потім переходить на сторону добра і допомагає своєму братові, а також Адаму, Брі і Чейзу.